# Michel Abonnel
Michel Abonnel (Clermont-Ferrand, 15 gennaio 1881 – Saint-Chamond, 2 febbraio 1915) è stato un pittore francese.

## Biografia
Pittore paesaggista e di ritratti, morì in guerra a soli 34 anni. Tra il 1909 e il 1914 espose al Salon des Indépendants e al Salon des artistes français. Dopo la morte, due sue opere vennero esposte al Salon d'Automne del 1919, dedicato agli artisti scomparsi nel conflitto.